# 巴倫西亞自治區
巴倫西亞共同体是西班牙的一個自治區，位於西班牙東南部。1238年－1707年曾為巴倫西亞王國。

## 地理
巴伦西亚位于西班牙东南部，东濒地中海，背靠广阔的平原，四季常青，气候宜人。

## 行政区划
巴伦西亚自治区分为三个省，分别是阿利坎特省、卡斯特利翁省和巴伦西亚省。
巴伦西亚省省会巴伦西亚市也是自治区的首府。

## 历史
公元前138年为罗马人所建，公元五至八世纪前后为西哥特人和摩尔人所占。

十一世纪曾为巴伦西亚王国都城。

十五世纪并入卡斯蒂利亚王国后经济和文化繁盛。多古迹，称为“百钟楼城”，最著名的有哥特式米格莱特钟楼（Micalet de la Seu, 1381-1424年建）和圣卡塔尼那六边形钟楼（Seu de València, 1688-1705年建）等，十三世纪所建的拉西奥教堂内有名画家戈雅的宗教画。多大学、科研机构，巴伦西亚大学建于1502年，有植物园和博物馆。

## 交通
市郊机场有地铁直达，瑞安航空有不少航班起降。市内有长途巴士，市中心有瓦倫西亞北站等主要火車站。巴伦西亚拥有良好的公路、铁路、水路和航空交通运输服务。很多空中航线都从这里经过：諾斯特姆航空、欧罗巴航空、伏林航空、易捷航空、土耳其航空、荷蘭皇家航空等航空公司的航线。这些航线连接歐洲、北非和西班牙，以包括西班牙的巴塞隆納機場和馬德里巴拉哈斯機場等地为目的地。巴伦西亚与欧洲的30多所大城市之间有直达航线。

## 民俗节庆

華倫西亞傳統語言分佈：綠色為華倫西亞語區（基本上即加泰隆尼亞語）其餘為卡斯提亞語（西語）區

### 法雅节
在西班牙3大节庆中，瓦伦西亚以火焚巨像欢度3月火节（Las Fallas），冲天的烈焰漫城四起，有人因而戏称瓦伦西亚为纵火狂的天堂，这倒不是贬损，火节原就是让民众以戏谑的方式发泄情绪，懂得幽默的人才够资格莅临参加。 　

### 番茄大战
番茄大战（La Tomatina，也译作西红柿大战）是西班牙巴倫西亞自治區布尼奥尔镇在每年8月的最后一个星期三举行的节日。 数以万计的参与者从世界各地赶来參加一场不会造成伤害的混战，在大街上投掷超过100吨熟透多汁的番茄。番茄大战起源于1944年，经过70年的发展，它已经成为布尼奥尔镇牢固的传统和城市特色。 番茄大战 西红柿大战约有30000人参加，数倍於布尼奥尔正常人口9000人。由於布尼奥尔的住宿条件有限，因此许多参与者住在巴伦西亚，而乘汽车或火车来到距巴伦西亚38公里的布尼奥尔小镇。街道两旁的商店在番茄大战前紧闭门窗，并用塑膠布遮盖，以免在大战中被弄脏。